# Labyrinthe (revue)
Pour les articles homonymes, voir Labyrinthe (homonymie).
Labyrinthe est une revue scientifique et intellectuelle interdisciplinaire traitant de sujets littéraires, philosophiques, historiques, etc., et s'efforçant surtout de proposer de ces sujets des approches mêlant et renouvelant les disciplines académiques reçues. Son titre complet est, depuis le numéro 17, Labyrinthe. Atelier interdisciplinaire.
Fondée en 1998 par François Andelkovic et François-Xavier Priollaud, la revue a aujourd'hui pour ambition d'être un lieu de recherche et d'expérimentation dans le domaine des savoirs littéraires, philosophiques, historiques et sociaux. Se définissant comme « indisciplinée », la revue entend défendre la complexité, l'inachèvement et le fragmentaire, ainsi qu'encourager le déplacement du regard, la mise en œuvre d'approches croisées et la circulation des savoirs. À partir de notions, d'objets, de contextes ou d'espaces spécifiques, la revue cherche à ouvrir un espace de travail réellement collectif. Elle comporte un dossier thématique (pour ne citer que les cinq derniers : "Empire Reader" [numéro 35], "Par les Grecs" [numéro 36], "Des séries et des vies" [numéro 37], "L'éloquence des singes" [numéro 38] et "'Et si...?' La cause du contrefactuel" [numéro 39]), suivi d'une rubrique de "Textes libres".
 Labyrinthe est une revue dont les articles publiés il y a plus de deux ans sont disponibles en accès libre sur le portail OpenEdition Journals (anciennement revues.org). Les numéros récents sont également disponibles en texte intégral en ligne, mais moyennant paiement (à la carte ou sur abonnement), sur le portail cairn.info.